# Islas Small
Las islas Small (en gaélico escocés, Na h-Eileanan Tarsainn y en inglés: Small Isles, que en español significa «islas Pequeñas») son un pequeño archipiélago de islas en las Hébridas Interiores, frente a la costa oeste de Escocia (Reino Unido)

## Localización
Se encuentran al sur de la isla de Skye y al norte de las islas de Mull y Ardnamurchan (punto oeste extremo de Escocia).

## Composición
Las cinco islas principales son Rum (104,63 km²), Eigg (30,49 km²), Canna (11,30 km²), Muck, Escocia (5,59 km²) y Eilean Shona (5,25 km²).
Otras islas menores que rodean a las cuatro principales son: 
- Sanday, en cercanías de Canna.
- Eilean Chathastail próxima a Eigg.
- Eilean nan Each (Isal del caballo), cerca de la costa norte de Muck.

Hay también algunos islotes rocosos: 
- Hyskeir
- Garbh Sgeir
- Egamol, cerca de Eilean nan Each
- Humla
- Dos puntos llamados Dubh Sgeir

## Historia
Las islas hoy forman parte de Lochaber, en el consejo de Highland. Canna, Rum y Muck fueron históricamente parte de los condados de Argyll; Eigg fue históricamente parte de Inverness-shire hasta 1891, y todas las islas pequeñas formaron parte del Inverness-shire, desde 1891 hasta 1975.
- Datos: Q1194144
- Multimedia: Small Isles, Lochaber / Q1194144